# (24647) Максимачёв
(24647) Максимачёв  — типичный астероид главного пояса, который был открыт 23 августа 1985 года советским астрономом Николаем Степановичем Черных в Крымской астрофизической обсерватории. 
Период обращения вокруг Солнца у этого астероида составляет 3,37 земного года.
Астероид назван в честь Бориса Алексеевича Максимачёва, известного популяризатора астрономии и космонавтики, автора восьми научно-популярных книг и нескольких сотен других публикаций,  многолетнего заместителя директора Московского планетария по научной работе, в течение тридцати лет преподававшего астронавигацию советским космонавтам.